# Немецкая партия
Немецкая партия (нем. Deutsche Partei, DP) — правая национал-консервативная политическая партия в ФРГ и Западном Берлине, действовавшая в послевоенные годы (1949—1961). 
Идеология партии апеллировала к чувствам немецкого национализма и ностальгии по Германской империи, была в оппозиции земельной реформе и плановой экономике.

## История
В 1945 году была основана Земельная партия Нижней Саксонии (Niedersächsische Landespartei, NLP) как преемник консервативно-регионалистской Немецкой ганноверской партии (1867—1933), выступавшая за выход Ганновера из Пруссии. 23 мая 1946 года председателем партии был официально избран Генрих Хельвеге из Штаде. Партия была нацелена главным образом на создание Нижнесаксонского государства в составе федеративной Германии, а также на представление протестантского консерватизма.
В 1947 году, через год после образования Нижней Саксонии в качестве земли ФРГ, партия переименовалась в Немецкую. Вскоре она распространила свою деятельность на соседние землии и под председательством Генриха Хельвеге получила 27 мест (18,1 % от общего числа) на первых выборах в ландтаг Нижней Саксонии в 1947 году. Партия была представлена двумя делегатами в Бонне на конституционном съезде (Parlamentarischer Rat) 1948—1949 года. Немецкая партия была среди партий, поддержавших рыночную экономику в Бизональном экономическом совете, тем самым заложив основу для «буржуазной коалиции» у власти в Бонне между 1949 и 1956 годами.
На федеральных выборах 1949 года партия получила 4 % голосов по всей стране и 18 мест в бундестаге. В результате она вошла в коалиционное правительства Конрада Аденауэра. На федеральных выборах 1953 года партия получила 3,3 % голосов и 15 мест, что позволило ей сохранить свое место в правящей коалиции, как и после выборов 1957 года, когда НП получила 3,4 % голосов и 17 мест. Возможно, успех на выборах 1957 года объяснялся тем что к Немецкой партии присоединилась группа бывших членов СвДП во главе с Францем Блюхером. Министрами от Немецкой партии были Генрих Хельвеге (1949—1955), Ханс-Иоахим фон Меркатц (1955—1960) и Ганс-Кристоф Зеебом (1949—1960). В 1955 году Хельвеге оставил свой федеральный пост и стал министром-президентом Нижней Саксонии.
Партия выступала против плановой экономики, земельной реформы и участия работников в управлении предприятием. Немецкая партия 1950-х годов характеризовалась как «партия коренного нижнесаксонского среднего класса», которая делала упор на права земель, монархические и частично также националистические (völkisch) позиции.
Немецкая партия сыграла важную роль в установлении избирательного порога (либо 5 % голосов в общенациональном масштабе, либо, альтернативно, три места по округам) для всех партий, участвующих в федеральных выборах, и это привело к проблемам для неё, когда ХДС отказал кандидатам от Немецкой партии в свободном баллотировании за разумное количество мест в округах, как это было на выборах 1957 года. Поскольку партии грозило исключение из Бундестага, девять из 17 её депутатов перешли в ХДС. В результате Немецкая партия вышла из правительства в 1960 году, за год до следующих федеральных выборов, ушла в оппозицию и объединилась с Всегерманским блоком/лигой изгнанных и лишенных прав (GB/BHE), чтобы сформировать Всегерманскую партию (Gesamtdeutsche Partei).
Однако 2,8 % голосов на федеральных выборах 1961 года не обеспечили ВГП представительство в Бундестаге. Слияние двух партий, представлявших далёкие друг от друга электораты (крестьяне Нижней Саксонии и немецкие изгнанники и беженцы), обернулось политической катастрофой. В последний раз Всегерманская партия добилась успеха на выборах в 1963 году, когда сразу четыре её представителя стали депутатами Бременского парламента. Однако всего год спустя депутаты участвовали в создании крайне правой Национал-демократической партии Германии (НДПГ).

## Результаты выборов
| Выборы | Лидер            | Место | Округа    | Округа | Округа   | Округа  | Округа | Список    | Список | Список   | Список  | Список | Всего     | Δ     | Прим.                                         |
| Выборы | Лидер            | Место | Голоса    | %      | Δ (п.п.) | Мандаты | Δ      | Голоса    | %      | Δ (п.п.) | Мандаты | Δ      | Всего     | Δ     | Прим.                                         |
| ------ | ---------------- | ----- | --------- | ------ | -------- | ------- | ------ | --------- | ------ | -------- | ------- | ------ | --------- | ----- | --------------------------------------------- |
| 1949   | Генрих Хелльвеге | 6-е   |           |        |          | 5       | дебют  | 939 934   | 3,96 % | дебют    | 12      | дебют  | 17 из 402 | дебют | Вошла в правительство вместе с ХДС/ХСС и СвДП |
| 1953   | Генрих Хелльвеге | 5-е   | 1 073 031 | 3,90   | н/д      | 10      | ▲5     | 896 128   | 3,25   | ▼0,71    | 5       | ▼7     | 15 из 472 | ▼2    | Вошла в правительство вместе с ХДС/ХСС и СвДП |
| 1957   | Генрих Хелльвеге | 5-е   | 1 062 293 | 3,52   | ▼0,38    | 6       | ▼4     | 1 007 282 | 3,37   | ▲0,12    | 11      | ▲6     | 17 из 491 | ▲2    | Вошла в правительстве вместе с ХДС/ХСС        |